# Biologenbach
Biologenbach är ett vattendrag i Antarktis. Det ligger i Sydshetlandsöarna. Argentina, Chile och Storbritannien gör anspråk på området. Biologenbach ligger vid sjön Kiteschbach.